# (26316) 1998 US16
1998 يو أس 16 (ويعرف أيضًا باسم (26316) 1998 يو أس 16 وفق تسمية الكوكب الصغير) (بالإنجليزية: 1998 US16)‏ هو كويكب ضمن حزام الكويكبات؛ وترتيبه 26316 من حيث الاكتشاف.
اكتُشف هذا الجُرم الفلكي بواسطة جون بروفتون في 22 أكتوبر 1998.

## وصلات خارجية
- (26316) 1998 US16 في قاعدة بيانات مختبر الدفع النفاث لأجرام النظام الشمسي الصغيرة

- الاكتشاف · مخطط المدار ·  العناصر المدارية · المعلمات المادية

- (26316) 1998 US16 على موقع ويكي سكاي: DSS2, SDSS, GALEX, IRAS, Hydrogen α, X-Ray, Astrophoto, Sky Map, Articles and images